# Přehled obyvatelstva Vyškovska po třicetileté válce (1618–1648)
Přehled obyvatelstva Vyškovska po 30leté válce (1618 – 1648) – Po skončení 30leté války byly některé vesnice na vyškovsku z polovice či i více vylidněny. Jak tehdy vypadala Morava je zachyceno v tzv. první lánské vizitaci z let 1656 - 1675 (první poddanský soupis půdy a usedlíků). 

Tabulka vycházející z první lánské vizitace ze statického přepisu F. A. Slavíka a později G. Chaloupky:
| Obec            | Domů | Osedlých | Pustých | Obec              | Domů | Osedlých | Pustých | Obec              | Domů | Osedlých | Pustých |
| --------------- | ---- | -------- | ------- | ----------------- | ---- | -------- | ------- | ----------------- | ---- | -------- | ------- |
| Bohdalice       | 16   | 14       | 2       | Mouchnice         | 19   | 14       | 5       | Staré Hvězdlice   | 20   | 14       | 6       |
| Boškůvky        | 12   | 12       | 0       | Mouřínov          | 36   | 15       | 21      | Ivanovice na Hané | 38   | 18       | 20      |
| Bošovice        | 121  | 27       | 94      | Němčany           | 53   | 22       | 31      | Ježkovice         | 32   | 15       | 17      |
| Brankovice      | 61   | 28       | 33      | Nemotice          | 26   | 15       | 11      | Kloboučky         | 35   | 15       | 20      |
| Brňany          | 21   | 14       | 7       | Nesovice          | 30   | 17       | 13      | Kobeřice          | 60   | 34       | 26      |
| Bučovice        | 119  | 74       | 45      | Nevojice          | 18   | 11       | 7       | Kojátky           | 21   | 12       | 9       |
| Čechyně         | 44   | 34       | 10      | Nížkovice         | 64   | 37       | 27      | Komořany          | 49   | 34       | 15      |
| Černčín         | 12   | 12       | 0       | Nosálovice        | 16   | 15       | 1       | Kozlany           | 61   | 32       | 29      |
| Dědice          | 37   | 29       | 8       | Nové Sady         | 9    | 8        | 1       | Kožušice          | 34   | 20       | 14      |
| Dobročkovice    | 44   | 14       | 30      | Opatovice         | 39   | 36       | 3       | Krásensko         | 27   | 20       | 7       |
| Dražovice       | 34   | 12       | 22      | Orlovice          | 41   | 25       | 16      | Křečkovice        | 22   | 20       | 2       |
| Drnovice        | 63   | 40       | 23      | Otnice            | 45   | 41       | 4       | Křenovice         | 64   | 35       | 29      |
| Drysice         | 49   | 44       | 5       | Pavlovice         | 21   | 12       | 9       | Křižanovice       | 38   | 14       | 24      |
| Habrovany       | 49   | 42       | 7       | Pístovice         | 25   | 20       | 5       | Kučerov           | 59   | 45       | 14      |
| Heroltice       | 12   | 10       | 2       | Podomí            | 7    | 6        | 1       | Letošov           | 32   | 14       | 18      |
| Heršpice        | 36   | 23       | 13      | Moravské Prusy    | 33   | 29       | 4       | Lhota             | 26   | 16       | 10      |
| Hodějice        | 77   | 47       | 30      | Pustiměřské Prusy | 58   | 50       | 8       | Lovčičky          | 37   | 21       | 16      |
| Holubice a Kruh | 28   | 23       | 5       | Pustiměř          | 52   | 45       | 7       | Luleč             | 70   | 54       | 16      |
| Hostěrádky      | 97   | 28       | 69      | Račice            | 23   | 22       | 1       | Mor.Málkovice     | 25   | 24       | 1       |
| Hoštice         | 28   | 27       | 1       | Radslavice        | 20   | 17       | 3       | Boh.Málkovice     | 38   | 19       | 19      |
| Hrušky          | 45   | 28       | 17      | Rašovice          | 68   | 33       | 35      | Marefy            | 41   | 20       | 21      |
| Nové Hvězdlice  | 47   | 45       | 2       | Rostěnice         | 38   | 24       | 14      | Medlovice         | 25   | 25       | 0       |
| Milešovice      | 47   | 21       | 26      | Milonice          | 32   | 10       | 22      | Rousínov          | 101  | 94       | 7       |
| Ruprechtov      | 20   | 20       | 0       | Rousínovec        | 25   | 23       | 2       | Rybníček          | 21   | 13       | 8       |
| Rychtářov       | 28   | 25       | 3       | Studnice          | 33   | 28       | 5       | Slavkov           | 348  | 128      | 220     |
| Snovídky        | 36   | 9        | 18      | Šaratice          | 50   | 35       | 15      | Šardičky          | 110  | 48       | 62      |
| Švábenice       | 109  | 51       | 58      | Topolany          | 38   | 30       | 8       | Tučapy            | 44   | 30       | 14      |
| Uhřice          | 33   | 11       | 22      | Král.Vážany       | 30   | 28       | 2       | Vážany            | 45   | 34       | 11      |
| Vícemilice      | 22   | 14       | 8       | Vážany n.L.       | 40   | 21       | 19      | Vítovice          | 19   | 17       | 2       |
| Vyškov          | 200  | 138      | 62      | Zbýšov            | 29   | 17       | 12      | Zvonovice         | 21   | 13       | 8       |

Vyškov spolu se Slavkovem a Bučovicemi byly postiženy z Vyškovska nejvíce, neboť zde bývala zpravidla tábořiště procházejících vojsk. Dne 6. července 1643 byl ve Vyškově hlavní stan velitele císařského vojska generála Gallase. Švédský generál Lennart Torstenson tehdy dobýval Kroměříž. Odtud vyslal některé oddíly směrem k Brnu. Jejich předvoj pronikl k Vyškovu 3. září. Velitel města plukovník Schonkirchen se ještě před objevením Švédů dává na útěk. Po dva dny 9. a 10. září plenili vojáci město. Zkáza z roku 1643 byla dokonána o dva roky později při druhé návštěvě Švédů.